# 1988年1月中国大陆

## 1月13日
- 中华人民共和国国务院公布第三批全国重点文物保护单位，共258处[1]。